# Dehlitz
Dehlitz är en ortsteil i staden Lützen i Burgenlandkreis i förbundslandet Sachsen-Anhalt i Tyskland. Dehlitz var en kommun fram till den 1 januari 2011 när den uppgick i Lützen. Dehlitz hade 544 invånare 2010.